# 最小相位
最小相位（minimum-phase）是控制理论及信號處理中有特殊性質的系統，對於线性时不变系统，若本身為因果系统且穩定，且其逆系統也是穩定的因果系统，此系統即為最小相位系統。
相反的，非最小相位（non-minimum phase）系統可以用最小相位系統串接全通濾波器，使部份的零點移到右半面。若有零點在右半面，表示其逆系統不穩定。全通濾波器加入了「額外的相位」（有些可能是传送迟延），這也是為何所得系統稱為非最小相位的原因。
例如一個離散系統，其有理傳遞函數若其所有的極點都在單位圓內，此系統為符合因果性的穩定系統。不過此系統的零點可以在單位圓內或是圓外的任意位置。若離散系統的零點也都在單位圓內，則這個系統也是最小相位的系統。以下會說明為何這様的系統會稱為最小相位系統。

## 逆系統
一系統{\displaystyle \mathbb {H} }可逆的條件是可以由其輸出找到唯一對應的輸入，也就是可以找到系統{\displaystyle \mathbb {H} _{inv}}使得若將{\displaystyle \mathbb {H} }及{\displaystyle \mathbb {H} _{inv}}二個系統連接，可以得到單位系統{\displaystyle \mathbb {I} }（可以參反矩陣）。
{\displaystyle \mathbb {H} _{inv}\,\mathbb {H} =\mathbb {I} }
假設{\displaystyle {\tilde {x}}}為系統{\displaystyle \mathbb {H} }的輸入，其輸出為{\displaystyle {\tilde {y}}}
{\displaystyle \mathbb {H} \,{\tilde {x}}={\tilde {y}}}
將{\displaystyle {\tilde {y}}}作為逆系統的輸入，可得：
{\displaystyle \mathbb {H} _{inv}\,{\tilde {y}}=\mathbb {H} _{inv}\,\mathbb {H} \,{\tilde {x}}=\mathbb {I} \,{\tilde {x}}={\tilde {x}}}
因此可以用逆系統{\displaystyle \mathbb {H} _{inv}}，找到輸出{\displaystyle {\tilde {y}}}對應的唯一輸入{\displaystyle {\tilde {x}}}。

### 離散時間的例子
假設系統{\displaystyle \mathbb {H} }是離散時間的線性非時變系統（LTI），可以用冲激响应{\displaystyle h(n)}（n為整數）表示。而且，假設系統{\displaystyle \mathbb {H} _{inv}}的 冲激响应為{\displaystyle h_{inv}(n)}。二個線性非時變系統的級聯為卷積。上述的關係可以以下式表示：
{\displaystyle (h*h_{inv})(n)=\sum _{k=-\infty }^{\infty }h(k)\,h_{inv}(n-k)=\delta (n)}
其中{\displaystyle \delta (n)}為克罗内克函数或是離散時間下的單位矩陣。注意其逆系統{\displaystyle \mathbb {H} _{inv}}不一定要是唯一的。

## 最小相位系統
若系統再加上因果性且穩定性的條件時，其逆系統就是唯一的，而且系統{\displaystyle \mathbb {H} }和逆系統{\displaystyle \mathbb {H} _{inv}}都是最小相位系統。離散系統下因果性及穩定性的條件如下（針對非時變系統，其中的h為系統的沖激響應）：

### 因果性
{\displaystyle h(n)=0\,\,\forall \,n<0}
及
{\displaystyle h_{inv}(n)=0\,\,\forall \,n<0}

### 穩定性
{\displaystyle \sum _{n=-\infty }^{\infty }{\left|h(n)\right|}=\|h\|_{1}<\infty }
及
{\displaystyle \sum _{n=-\infty }^{\infty }{\left|h_{inv}(n)\right|}=\|h_{inv}\|_{1}<\infty }
在有界輸入有界輸出穩定性條目會看到對應連續系統的條件。

## 頻域分析

### 離散時間系統的頻域分析
將最小相位應用在離散時間系統中可以看出一些其中的特性，其時域方程式如下。
{\displaystyle (h*h_{inv})(n)=\,\!\delta (n)}
進行Z轉換後可以得到以下的關係。
{\displaystyle H(z)\,H_{inv}(z)=1}
由於上述關係，可得
{\displaystyle H_{inv}(z)={\frac {1}{H(z)}}}
為了簡單起見，只考慮有理传递函数 H (z)。因果性及穩定性表示所有的H (z)极点都需要嚴格的在单位圆內（參照有界輸入有界輸出穩定性）。假設
{\displaystyle H(z)={\frac {A(z)}{D(z)}}}
其中A (z)及D (z)是z的多項式。因果性及穩定性會使得D (z)的零点（根）需要嚴格的在单位圆內（不能在邊界上）。而
{\displaystyle H_{inv}(z)={\frac {D(z)}{A(z)}}}
因此{\displaystyle H_{inv}(z)}的因果性及穩定性也會使得為A (z)的零点需要嚴格的在单位圆內，上述二個條件下，最小相位系統的零點及極點都需要在嚴格的在单位圆內。

### 連續時間系統的頻域分析
連續時間系統的分析和離散系統類似，不過會使用拉普拉斯变换，其時域的方程式如下。
{\displaystyle (h*h_{inv})(t)=\,\!\delta (t)}
其中{\displaystyle \delta (t)}為狄拉克δ函数。狄拉克δ函数是連續時間下的恒等算子，因為其和任意信號x (t)都會有篩選性質。
{\displaystyle \delta (t)*x(t)=\int _{-\infty }^{\infty }\delta (t-\tau )x(\tau )d\tau =x(t)}
進行拉普拉斯变换可得到以下S平面的關係。
{\displaystyle H(s)\,H_{inv}(s)=1}
也可以得到下式
{\displaystyle H_{inv}(s)={\frac {1}{H(s)}}}
為簡化起見，此處也只考慮有理传递函数H(s)。因果性及穩定性表示H (s)的所有极点都要嚴格的在左半S平面（參考有界輸入有界輸出穩定性）。假設
{\displaystyle H(s)={\frac {A(s)}{D(s)}}}
其中A (s)及D (s)是s的多項式。{\displaystyle H(s)}的因果性及穩定性表示D (s)的所有零點都在左半S平面內，而
{\displaystyle H_{inv}(s)={\frac {D(s)}{A(s)}}}
{\displaystyle H(s)}的因果性及穩定性表示A (s)的所有零點都在左半S平面內，因此最小相位系統的最有極點及零點都需要嚴格的在左半S平面內。

### 增益響應及相位響應的關係
不論是連續時間或是離散時間的最小相位系統，都有一個常會用到的性質：增益頻率響應的自然對數（增益的對數單位為奈培，和分貝成正比），和頻率響應的相角（單位為弧度）有關，兩者的關係是希爾伯特轉換。在連續時間系統下，令
{\displaystyle H(j\omega )\ {\stackrel {\mathrm {def} }{=}}\ H(s){\Big |}_{s=j\omega }\ }
是系統H(s)的複數頻率響應。在最小相位系統下，系統H(s)的相位響應和增益響應的關係為
{\displaystyle \arg \left[H(j\omega )\right]=-{\mathcal {H}}\lbrace \log \left(|H(j\omega )|\right)\rbrace \ }
以及
{\displaystyle \log \left(|H(j\omega )|\right)=\log \left(|H(j\infty )|\right)+{\mathcal {H}}\lbrace \arg \left[H(j\omega )\right]\rbrace \ }.
若用較精簡的方式表示，令
{\displaystyle H(j\omega )=|H(j\omega )|e^{j\arg \left[H(j\omega )\right]}\ {\stackrel {\mathrm {def} }{=}}\ e^{\alpha (\omega )}e^{j\phi (\omega )}=e^{\alpha (\omega )+j\phi (\omega )}\ }
其中{\displaystyle \alpha (\omega )}和{\displaystyle \phi (\omega )}都是實數下的實函數，則
{\displaystyle \phi (\omega )=-{\mathcal {H}}\lbrace \alpha (\omega )\rbrace \ }
及
{\displaystyle \alpha (\omega )=\alpha (\infty )+{\mathcal {H}}\lbrace \phi (\omega )\rbrace \ }.
希爾伯特轉換算子定義為
{\displaystyle {\mathcal {H}}\lbrace x(t)\rbrace \ {\stackrel {\mathrm {def} }{=}}\ {\widehat {x}}(t)={\frac {1}{\pi }}\int _{-\infty }^{\infty }{\frac {x(\tau )}{t-\tau }}\,d\tau \ } .
在離散時間系統中也有等效的對應關係。

## 時域下的最小相位
針對所有有相同增益响应的因果穩定系統，最小相位系統的能量最集中在冲激响应的開始處，也就是說最小相位系統最小化了以下的函數（可以視為是冲激响应能量的延遲）。
{\displaystyle \sum _{n=m}^{\infty }\left|h(n)\right|^{2}\,\,\,\,\,\,\,\forall \,m\in \mathbb {Z} ^{+}}

## 最小相位及最小群延遲
在所有增益响应相同的因果穩定系統中，最小相位系統的群延遲最小。以下證明可以說明為何該系統有最小的群延遲。
假設考慮传递函数{\displaystyle H(z)}中的一個零点 {\displaystyle a}，先讓零点{\displaystyle a}在单位圆內（{\displaystyle \left|a\right|<1}），看對群延遲的影響。
{\displaystyle a=\left|a\right|e^{i\theta _{a}}\,{\mbox{ where }}\,\theta _{a}={\mbox{Arg}}(a)}
因為零点 {\displaystyle a} 在传递函数中貢獻了{\displaystyle 1-az^{-1}}的因子，因此其對相位的貢獻如下：
{\displaystyle \phi _{a}\left(\omega \right)={\mbox{Arg}}\left(1-ae^{-i\omega }\right)}
{\displaystyle ={\mbox{Arg}}\left(1-\left|a\right|e^{i\theta _{a}}e^{-i\omega }\right)}
{\displaystyle ={\mbox{Arg}}\left(1-\left|a\right|e^{-i(\omega -\theta _{a})}\right)}
{\displaystyle ={\mbox{Arg}}\left(\left\{1-\left|a\right|cos(\omega -\theta _{a})\right\}+i\left\{\left|a\right|sin(\omega -\theta _{a})\right\}\right)}
{\displaystyle ={\mbox{Arg}}\left(\left\{\left|a\right|^{-1}-\cos(\omega -\theta _{a})\right\}+i\left\{\sin(\omega -\theta _{a})\right\}\right)}
{\displaystyle \phi _{a}(\omega )}所貢獻的相延遲如下。
{\displaystyle -{\frac {d\phi _{a}(\omega )}{d\omega }}={\frac {\sin ^{2}(\omega -\theta _{a})+\cos ^{2}(\omega -\theta _{a})-\left|a\right|^{-1}\cos(\omega -\theta _{a})}{\sin ^{2}(\omega -\theta _{a})+\cos ^{2}(\omega -\theta _{a})+\left|a\right|^{-2}-2\left|a\right|^{-1}\cos(\omega -\theta _{a})}}}
{\displaystyle -{\frac {d\phi _{a}(\omega )}{d\omega }}={\frac {\left|a\right|-\cos(\omega -\theta _{a})}{\left|a\right|+\left|a\right|^{-1}-2\cos(\omega -\theta _{a})}}}
若將零点{\displaystyle a}移到单位圆外的對應點，也就是{\displaystyle (a^{-1})^{*}}，上式的分母和{\displaystyle \theta _{a}}都不會變化，而分子的{\displaystyle \left|a\right|}大小增加，因此讓{\displaystyle a}在单位圆內可以讓群延遲中{\displaystyle 1-az^{-1}}的貢獻最小化。可以將上述結果延伸到超過一個零点的情形，因為{\displaystyle 1-a_{i}z^{-1}}的相位是各項次相位相加的結果，因此，對於有{\displaystyle N}個零點的传递函数，
{\displaystyle {\mbox{Arg}}\left(\prod _{i=1}^{N}\left(1-a_{i}z^{-1}\right)\right)=\sum _{i=1}^{N}{\mbox{Arg}}\left(1-a_{i}z^{-1}\right)}
一個所有零点都在单位圆內的最小相位系統可以讓群延遲降到最小，因為每個零点對群延遲的貢獻都降到最小。

上述計算的圖示。上下二部份是相同增益响应的濾波器（左圖為奈奎斯特图，右圖為相位響應），但上方零點的系統，其相位響應的大小最小

## 非最小相位系統
若系統本身是因果穩定系統，其逆系統具有因果性，但不穩定，原系統即為非最小相位系統（non-minimum-phase）。非最小相位系統和最小相位系統有相同的增益響應，但非最小相位系統的相位貢獻會比最小相位系統要大。

### 最大相位系統
最大相位系統（maximum-phase）是和最小相位系統有相反特性的系統，最大相位系統也是非最小相位系統（系統本身是因果穩定系統，其逆系統具有因果性，但不穩定），而且
- 離散時間系統下的零點都在單位圓外。
- 連續時間系統下的零點都在複數平面的右半邊。

也就是其逆系統所有的極點都不穩定。
此系統稱為最大相位系統的原因是在所有有相同增益響應的系統中，最大相位系統有最大的群延遲。在等增益響應的系統的系統中，最大相位系統有最大的能量延遲。
例如以下是二個連續時間LTI系統的傳遞函數
{\displaystyle {\frac {s+10}{s+5}}\qquad {\text{and}}\qquad {\frac {s-10}{s+5}}}
這二個系統的增益響應相同，但第二個系統相位移的貢獻較大，因此第二個系統是最大相位系統，而第一個系統為最小相位系統。

### 混合相位系統
離散時間下的混合相位系統（mixed-phase）有些零點在單位圓內，有些零在單位圓外，其群延遲不是最小值，也不是最大值。連續時間下的混合相位系統則是有些零點在右半平面內，有些零點在右半平面。
例如連續時間系統
{\displaystyle {\frac {(s+1)(s-5)(s+10)}{(s+2)(s+4)(s+6)}}}
是因果穩定系統，但有零點在左半平面，也有零點在右半平面，因此是混合相位系統。

### 線性相位
線性相位（linear-phase）系統的群延遲是定值。非平凡的線性相位系統或是接近線性相位系統都是混合相位系統。

## 延伸閱讀
- Dimitris G. Manolakis, Vinay K. Ingle, Stephen M. Kogon : Statistical and Adaptive Signal Processing, pp. 54–56, McGraw-Hill, ISBN 0-07-040051-2
- Boaz Porat : A Course in Digital Signal Processing, pp. 261–263, John Wiley and Sons, ISBN 0-471-14961-6